# Rino Rado
Rino Rado (San Stino di Livenza, 10 settembre 1941) è un ex calciatore italiano, di ruolo portiere.

## Carriera
Giocò in Serie A con il Bologna e il Catania. Nel 1966-1967 passò al Catania nello scambio che portò Giuseppe Vavassori al Bologna. Nel 1969-1970 ottenne con il Catania la promozione in Serie A.

## Palmarès

### Competizioni nazionali
- Campionato italiano: 1

Bologna: 1963-1964

### Competizioni internazionali
- Coppa Mitropa: 1

Bologna: 1961